# Rosario (serie televisiva)
Rosario  è una telenovela in lingua spagnola del 2013 prodotta da Venevisión International in collaborazione con Univision, network televisivo basato negli Stati Uniti. È una storia originale scritta da Alex Haddad. La produzione è iniziata il 31 luglio 2012.
Il 26 aprile 2012 è stato confermato che Alex Haddad avrebbe scritto Rosario. Il 24 luglio, è stato confermato che Lupita Jones avrebbe fatto il suo debutto come attrice. Sia Zuleyka Rivera che Lorena Rojas hanno il ruolo di antagonisti mentre Guy Ecker e Itahisa Machado sono i protagonisti.

## Cast
- Itahisa Machado: Rosario Pérez / Rosario Miranda Pérez de Montalban
- Guy Ecker: Alejandro Montalbán
- Lorena Rojas: Priscila Pavón
- Aarón Díaz: Esteban Martínez
- Frances Ondiviela: Teresa de Martínez
- Zully Montero: Doña Regina vedova de Montalbán
- Natalia Ramírez: Magdalena Pérez
- Lupita Jones: Fabiana Silva
- Ezequiel Montalt: Daniel Carvajal
- Sandra Itzel: Bárbara "Barbie" Montalbán Silva
- Zuleyka Rivera: Sandra Díaz
- Rodrigo Vidal: Padre Bernardo Pérez
- Tina Romero: Griselda
- Anna Silvetti: Caridad Chávez
- Gledys Ibarra: Antonia
- Franklin Virgüez: Vicente
- Alberto Salaberry: Jerónimo Guerra
- Liliana Rodríguez: Ofilia Elsa
- Greidys Gil:  Silvia Villalobos
- Adrián Di Monte: Ignacio "Nacho" Gómez / Rodrigo Santamarina
- Christina Mason: Misericordia
- Scarlet Gruber: Cecilia
- Sergio Reynoso: Manuel Pérez
- Beatriz Monroy: Matilde
- Carlos Garín: Guillermo Gómez
- Juan Jiménez: Felipe
- Fabiola Barinas: Zulema Torres
- Leonardo Daniel: Marcos Miranda
- Osvaldo Strongoli: Gregorio Giorgano
- Lilimar Hernandez: Elenita
- Samuel Sadovnik: Esteban Martínez Jr.
- Nataniel Roman: Manny
- Alberto Barros Jr.: Il giardiniere
- Melody Batule: Dr. Natalia
- Luz Cordeiro: Sor Esperanza
- Reinaldo Cruz: Renato Villalobos
- Alexander Estrella: Beto
- Shanik Hughes: Cynthia
- Ramón Morell: Dr. Lozada
- Jorge Luis Portales: Matias
- Elioret Silva: Detective Évora
- Soledad Esponda: Mariana
- Eslover Sánchez-Baquero: David
- Victoria Zapata: Señora Silvestre
- Laura Alemán: Cristina
- Nadia Escobar: Carmencita